# Louis de Wohl
Louis de Wohl (Ludwig von Wohl, nascido em Lajos Theodor Gaspar Adolf Wohl) foi um autor católico nascido na Alemanha e serviu como astrólogo notável por seu trabalho com o MI5 durante a Segunda Guerra Mundial. Dezesseis de seus romances populares antes da guerra eram a base dos filmes. Seus romances posteriores são hagiografias literárias de santos católicos romanos notáveis e de diferentes períodos da Bíblia.

## Vida
Wohl nasceu em Berlim em uma família católica pobre, com pai húngaro e mãe austríaca de ascendência judia. Quando ele tinha apenas 17 anos, sua mãe o empurrou para um banqueiro, do qual ele foi demitido em 1924, aos 21 anos. Em 1935, ele emigrou para a Inglaterra devido a suas objeções ao regime nazista. Algumas fontes afirmam que ele tinha uma esposa chamada Alexandra, que fugiu para Santiago, Chile, onde ela alegou ser uma princesa romena e era conhecida como "La Baronessa".
Wohl trabalhou como astrólogo para a agência de inteligência britânica MI5 durante a Segunda Guerra Mundial. Seu arquivo MI5 foi lançado no início de 2008. Ele foi recrutado inicialmente por Sir Charles Hambro, então dirigindo o Executivo de Operações Especiais, para elaborar propaganda negra para uso contra a Alemanha, e supostamente como informante, porque estava lançando horóscopos para pessoas de interesse do MI5. Em maio de 1941, ele foi enviado para a América para contribuir com revistas e jornais astrológicos que na época usavam artigos de astrólogos favoráveis à Alemanha nazista.
Nos Estados Unidos, Wohl publicou muitos artigos, discursou contra a Alemanha e foi entrevistado várias vezes pela imprensa. Ele retornou à Inglaterra em fevereiro de 1942, alegando que lhe haviam sido prometidos uma comissão no exército britânico. Sefton Delmer, um notável fornecedor de propaganda negra, arranjou um documento falso que certificava Wohl como capitão do exército britânico, e ele passou a usar o uniforme (embora tenha se abstido quando percebeu que a posição era insustentável). Seu principal valor para Delmer foi o contato com Karl Ernst Krafft, o astrólogo alemão que trabalhava em Berlim para o Dr. Goebbels. Ele ajudou Delmer a forjar cópias da revista Zenit German de Krafft e outras revistas astrológicas lançadas sobre a Alemanha e "predizer" a destruição de submarinos. Delmer, no entanto, continuou a empregá-lo até o final da guerra e considerou sua contribuição valiosa.
Durante a guerra, Wohl tornou-se cada vez mais religioso e teve uma carreira bem-sucedida no pós-guerra escrevendo romances sobre a história da Igreja Católica Romana e a vida dos santos.
Em 1953, Wohl casou-se com Ruth Magdalene Lorch, que era uma Senhora Comandante da Ordem do Santo Sepulcro. Ele próprio possuía o título de Cavaleiro Comandante da Ordem.
Wohl morreu na Suíça em 1961, pouco depois de terminar seu trabalho final, Founded on a Rock.

## Escrevendo carreira
Ele começou a escrever aos 7 anos. Seus professores elogiaram sua capacidade. Aos 8 anos, ele escreveu a peça "Jesus de Nazaré " porque não gostava de como Jesus era retratado por alguns livros que lia. Escrevendo como Ludwig von Wohl, ele se tornou um romancista de sucesso durante sua juventude na Alemanha, onde dezesseis de seus romances foram transformados em filmes. O mais conhecido deles foi o clássico de comédia de 1934 Die englische Heirat (The English Marriage).
Numa audiência com o papa Pio XII, ele foi instruído a "escrever sobre a história e a missão da Igreja no mundo". O cardeal de Milão, Ildefonso Schuster, veio a de Wohl depois de ler alguns de seus escritos dizendo-lhe: "Que seus escritos sejam bons. Por seus escritos, um dia você será julgado. " Desde então, ele supostamente acreditava que tinha que escrever para Deus e achava que seus romances anteriores na língua alemã eram de "pequeno significado em comparação com os romances que ele escreveu para a glória de Deus".
Seu romance The Spear trouxe aclamação internacional. Mesmo agora, os livros de Louis de Wohl são amplamente lidos. Seu trabalho de não-ficção, Founded on a Rock: A History of the Catholic Church muitas vezes é leitura obrigatória para os alunos do ''RICA''. Ele escreveu livros sobre São Bento, São Francisco de Assis, Joana d'Arc e Constantino I, entre muitos outros.

## Lista de trabalhos
- Der große Kampf, 1926
- Das indische Wunder – Jack McGills geheime Sendung, 1926
- Der Präsident von Costa Nueva – Der Roman eines Abenteurers, 1927
- Miss Lillebil aus USA, 1928
- Lord Spleen, 1928
- Knockout Europa, 1928
- Punks kommt aus Amerika, 1929
- Er und Sie und sehr viel Schwindel, 1929
- Die verspielte Prinzessin – Ein Filmroman zwischen Berlin, Hollywood und Kairo, 1929
- Um weißes Gift, 1930
- Der Vagabund vom Äquator, 1930
- Das Testament des Cornelius Gulden, 1930
- Die Wohnung, die über Nacht verschwand, 1931
- Die Göttin der tausend Katzen, 1931
- Der Mann, der die Anleihe stahl, 1931
- Der Mann aus der Hölle, 1931
- Peter im Pech, 1932
- Die weiße Frau des Maharadscha, 1932
- Die goldene Wolke, 1932
- Der unsichtbare Reporter, 1932
- Schwarz ist weiß und weiß ist schwarz, 1933
- Kopfsprung ins Leben, 1933
- Das große Erlebnis, 1933
- Panik im Paradies, 1934
- Die Reise nach Pretoria, 1934
- Die englische Heirat, 1934
- Die Deutschen von Tschau-Fu, 1934
- Blutsbrüder, 1934
- Tropenluft, 1935
- Es kommt ein Mann nach Belawan – Ein Roman auf Sumatra, 1935
- Die Türme des Schweigens, 1936
- I Follow my Stars, 1937
- Secret Service of the Sky, 1938
- Common-sense Astrology, 1940
- Strange Daughter, 1946
- The Living Wood (Emperor Constantine and St. Helena), 1947
- Throne of the World (Attila the Hun and Pope Leo I), 1949
- Imperial Renegade (Emperor Julian the Apostate and St. Athanasius), 1950
- The Quiet Light (St. Thomas Aquinas), 1950
- The Restless Flame (St. Augustine of Hippo), 1951
- The Golden Thread (St. Ignatius Loyola), 1952
- The Stars of War & Peace, 1952
- Set All Afire (St. Francis Xavier), 1953
- The Second Conquest, 1954
- The Spear  (St. Longinus), 1955
- The Last Crusader (Don Juan of Austria and The Battle of Lepanto), 1956
- Saint Joan: The Girl Soldier (St. Joan of Arc), 1957
- The Glorious Folly (St. Paul the Apostle), 1957
- The Joyful Beggar (St. Francis of Assisi), 1958
- Citadel of God (St. Benedict of Nursia), 1959
- Adam, Eve, and the Ape, 1960
- Founded on a Rock: A History of the Catholic Church, 1961
- Lay Siege to Heaven (St. Catherine of Siena), 1961
- David of Jerusalem (King David), 1963
- Pope Pius XII: Shepherd to the World

## Filmografia selecionada
- My Friend Harry, directed by Rudolf Walther-Fein and Max Obal  (1928, based on the novel Das indische Wunder)
- The Criminal of the Century, directed by Max Obal  (1928, based on the novel Jimmy der Schwerverbrecher)
- The President, directed by Gennaro Righelli  (1928, based on the novel Der Präsident von Costa Nueva)
- A Girl with Temperament, directed by Victor Janson  (1928, based on the novel Miss Lillebil aus USA)
- Once You Give Away Your Heart, directed by Johannes Guter  (1929, based on the novel Der Vagabund vom Äquator)
- Die Jagd nach der Million, directed by Rudolf Walther-Fein and Max Obal  (1930, based on the novel Lord Spleen)
- The Testament of Cornelius Gulden, directed by E. W. Emo  (1932, based on the novel Das Testament des Cornelius Gulden)
- The Legacy of Pretoria, directed by Johannes Meyer  (1934, based on the novel Die Reise nach Pretoria)
- The English Marriage, directed by Reinhold Schünzel  (1934, based on the novel Die englische Heirat)
- Punks kommt aus Amerika, directed by Karlheinz Martin  (1935, based on the novel Punks kommt aus Amerika)
- The Love of the Maharaja, directed by Arthur Maria Rabenalt  (German-language version, 1936, based on the novel Die weiße Frau des Maharadscha)
  - A Woman Between Two Worlds, directed by Goffredo Alessandrini  (Italian-language version, 1936, based on the novel Die weiße Frau des Maharadscha)
- Crime Over London, directed by Alfred Zeisler  (1936, based on the novel House of a Thousand Windows)
- Francis of Assisi, directed by Michael Curtiz  (1961, based on the novel The Joyful Beggar)

### Roteirista
- The Sweet Girl (dir. Manfred Noa, 1926)
- Crooks in Tails (dir. Manfred Noa, 1927)
- The Eighteen Year Old (dir. Manfred Noa, 1927)
- The Last Company (dir. Curtis Bernhardt, 1930)
- Love's Carnival (dir. Hans Steinhoff, 1930)
- Abenteuer im Engadin (dir. Max Obal, 1932)
- The Oil Sharks (French-language version, dir. Rudolph Cartier and Henri Decoin, 1933)
  - Invisible Opponent (German-language version, dir. Rudolph Cartier, 1933)
- Homecoming to Happiness (dir. Carl Boese, 1933)
- Decoy (German-language version, dir. Hans Steinhoff, 1934)
  - The Decoy (French-language version, dir. Roger Le Bon and Hans Steinhoff, 1935)
- Make-Up (dir. Alfred Zeisler, 1937)
- Dein Horoskop – Dein Schicksal? (documentary on astrology, dir. Konrad Lustig, 1956)